# Emmanuel Okala
Emmanuel Okala   (Onitsha, 17 de maig de 1951) fou un futbolista nigerià de la dècada de 1970.
Fou internacional amb la selecció de futbol de Nigèria.
Pel que fa a clubs, destacà a Enugu Rangers.